# Eruptieafsluiter

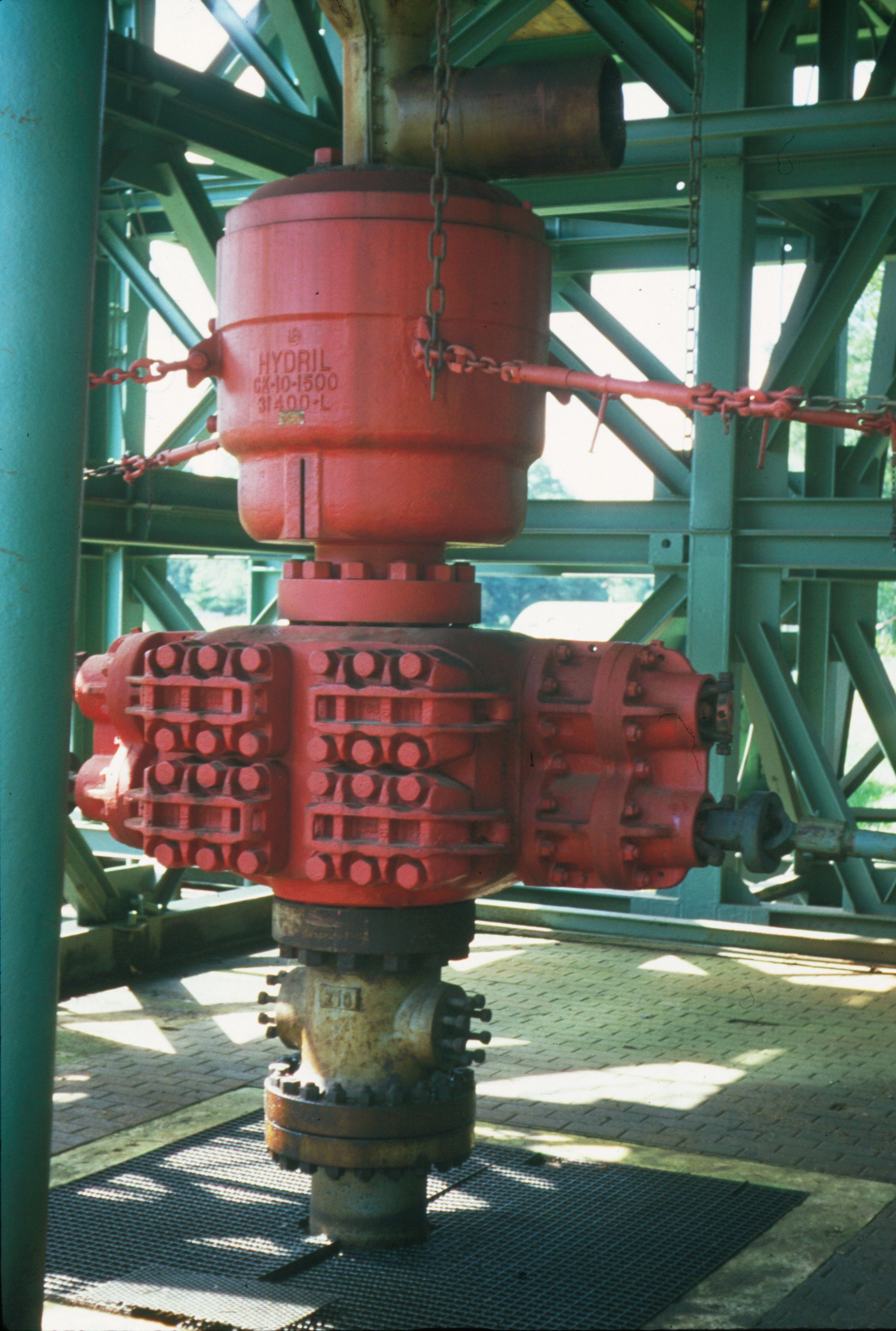
Eruptieafsluiter

Een eruptieafsluiter, veiligheidsafdichting  of uitbarstpreventiesysteem (blowout preventer, BOP) is een grote automatische mechanische afsluiter die wordt gebruikt op booreenheden die boren naar aardgas of aardolie, zowel op offshore boorinstallaties als op installaties op het vasteland. In de meeste boorinstallaties worden er voor de zekerheid verscheidene boven elkaar geplaatst. Een eruptieafsluiter wordt gebruikt voor de controle, afsluiting en steun van de boorschacht die in verbinding staat met de aardolie- of aardgasbron. 
De eruptieafsluiter werd ontwikkeld om te kunnen omgaan met de extreem grillige druk en ongecontroleerde stroom die afkomstig is uit de bron tijdens het boren. Plotse drukgolven, afkomstig uit een natuurlijke bron, kunnen leiden tot schade aan de boorschacht en installatie met mogelijk catastrofale gevolgen. Deze plotse drukgolven noemt men ook wel blow-outs. Naast het controleren van de druk en stroming van aardgas of aardolie en het afsluiten van de boorschacht voorkomt deze ook dat de behuizing en boorvloeistof uit de boorschacht worden geblazen als er een plotse uitbarsting dreigt. 
Eruptieafsluiters zijn cruciaal voor de veiligheid van de bemanning, de boorinstallatie en het milieu. Afhankelijk van de ontgonnen grondstof, de diameter van de boorschacht, druk en stroomsnelheid in de schacht en nog enkel ander factoren zal de eruptieafsluiter moeten worden afgesteld. Eenmaal goed afgesteld, reguleert en beschermt deze het onderste deel van de boorinstallatie. Zo is de eruptieafsluiter een buffer voor onvoorziene en onregelmatige omstandigheden zoals grote drukverschillen afkomstig uit de bron. Het beschermt de installatie ook deels tegen menselijke fouten. Goed toezicht en controle van het gehele systeem blijft wel van enorm belang voor de veiligheid.
In 2010 ontstond er een olieramp in de Golf van Mexico door een niet-functionerende eruptieafsluiter op het boorplatform Deepwater Horizon.

## Installatie en gebruik
In het algemeen wordt er gebruikgemaakt van meerdere gestapelde eruptieafsluiters van verschillende aard en functie. Een typisch diepwaterpreventiesysteem bevat verscheidene onderdelen zoals elektrische en hydraulische leidingen en aansluitingen, controle- en testkleppen, smoringen, stoppers en dichtingen.
Er bestaan twee categorieën van preventiesystemen: ram en ringvormige. BOP's maken vaak gebruik van de combinatie van beide. Gewoonlijk installeert men minimum één ringvormige BOP boven verscheidene gestapelde ram BOP's.  
De term BOP (uitgesproken als "B.O.P.", niet als bop) wordt gebruikt in de ontginningsindustrie van aardgas en aardolie zowel in de maritieme als de landelijke sector. Veiligheidsafsluiters worden gebruikt op het landelijke boringen, booreilanden, en onderzeese boringen. Land- en onderzeese eruptieafsluiters zijn bevestigd aan de bovenkant van de boorput, bekend als de putmond, verbonden met de (offshore)installatie die hierboven ligt door middel van de boorschacht. Eruptieafsluiters op offshoreinstallaties worden vlak onder het dek gemonteerd. 

### Alternatief gebruik
Blowout preventers of veiligheidsafsluiters worden ook weleens gebruikt in andere industriesectoren. Bijvoorbeeld voor het afsluiten van drukvaten, warmtewisselaars en procesinstallaties die stoom, gassen of vloeistoffen bevatten. Deze zijn meestal iets kleiner van formaat.